# Bólyi járás
A Bólyi járás Baranya vármegyéhez tartozó járás Magyarországon, amely 2013-ban jött létre. Székhelye Bóly. Területe 220,03 km², népessége 12 055 fő, népsűrűsége 55 fő/km² volt 2012. január 1-jén. Baranya vármegye legkisebb járása. Egy város és 15 község tartozik hozzá, melyek 2012-ig mind a Mohácsi kistérséghez tartoztak.

## Települései
| Település    | Rang   | Népesség (2012. január 1.) | Terület (km²) |
| ------------ | ------ | -------------------------- | ------------- |
| Bóly         | város  | 3 996                      | 25,38         |
| Babarc       | község | 729                        | 18,85         |
| Belvárdgyula | község | 402                        | 17,23         |
| Borjád       | község | 388                        | 15,59         |
| Hásságy      | község | 248                        | 8             |
| Kisbudmér    | község | 124                        | 5,72          |
| Liptód       | község | 203                        | 14,99         |
| Máriakéménd  | község | 588                        | 15,78         |
| Monyoród     | község | 182                        | 7,12          |
| Nagybudmér   | község | 192                        | 10,22         |
| Olasz        | község | 630                        | 10,29         |
| Pócsa        | község | 181                        | 8,05          |
| Szajk        | község | 852                        | 11,36         |
| Szederkény   | község | 1 830                      | 14,33         |
| Töttös       | község | 573                        | 22,99         |
| Versend      | község | 937                        | 14,13         |

2012 elején valamennyi település a Mohácsi kistérséghez tartozott, 1983 elején pedig a Mohácsi járáshoz.

## Története
A Bólyi járás azon 2013-ban létrehozott járások közé tartozik, melyeknek nincs 1984 előtti előzménye. Bóly egészen 2013-ig soha nem töltött be járási vagy kistérségi közigazgatási központi szerepkört.